# أندريس أرويو
أندريس أرويو (بالإنجليزية: Andrés Arroyo) هو منافس ألعاب قوى أمريكي، ولد في 7 يونيو 1995 في بايامون في الولايات المتحدة.

## وصلات خارجية
- أندريس أرويو على موقع الاتحاد الدولي لألعاب القوى (الإنجليزية)
- أندريس أرويو على موقع الدوري الماسي (الإنجليزية)
- أندريس أرويو على موقع TFRRS.org (الإنجليزية)
- أندريس أرويو على موقع أوليمبيديا (الإنجليزية)